# La Heunière
La Heunière ist eine französische Gemeinde mit 454 Einwohnern (Stand 1. Januar 2022) im Département Eure in der Region Normandie (vor 2016 Haute-Normandie). Sie gehört zum Arrondissement Les Andelys (bis 2017 Évreux) und zum Kanton Pacy-sur-Eure.
Die Einwohner werden Heuniérois genannt.

## Geographie
La Heunière liegt etwa 23 Kilometer ostnordöstlich von Évreux.
Durch die Gemeinde führt die Autoroute A13.

### Nachbargemeinden
Umgeben ist La Heunière von den Nachbargemeinden Saint-Vincent-des-Bois im Norden und Westen, Saint-Marcel im Nordosten sowie Douains im Süden und Osten.

## Bevölkerungsentwicklung
| Jahr                       | 1962 | 1968 | 1975 | 1982 | 1990 | 1999 | 2006 | 2018 |
| Einwohner                  | 142  | 126  | 135  | 195  | 234  | 241  | 250  | 407  |
| Quellen: Cassini und INSEE |      |      |      |      |      |      |      |      |

## Sehenswürdigkeiten

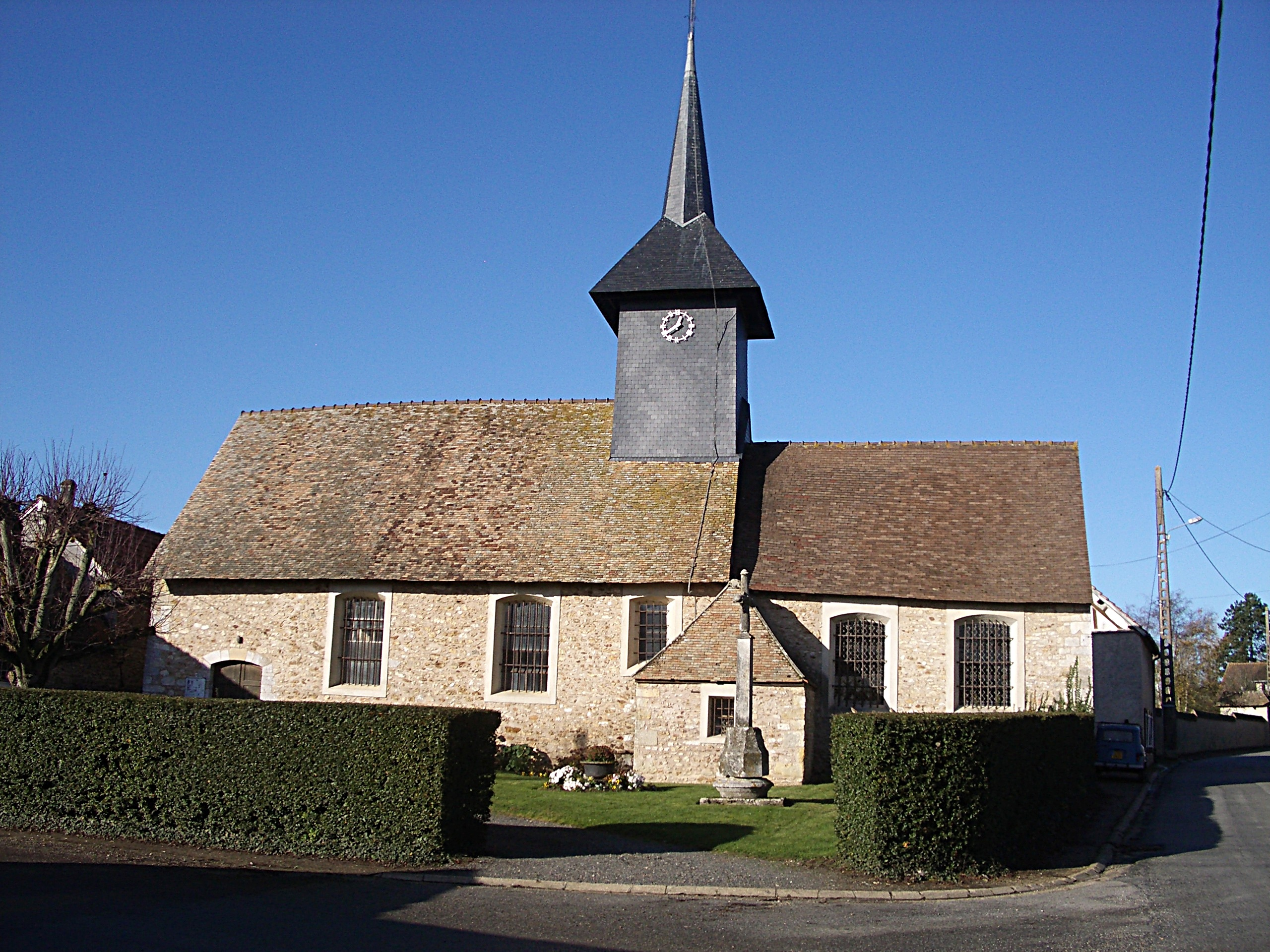
Kirche Saint-Jean-Baptiste

- Kirche Saint-Jean-Baptiste